# Skansen Lejonet
Skansen Lejonet (»Levje šance«), prej Westgötha Leijon (»zahodnogotski lev«), je reduta na hribu Gullberg v Göteborgu na Švedskem, zgrajena v letih 1687–92 na mestu prejšnjega srednjeveškega gradu. Razstavljena je bila leta 1822 in od takrat služi številnim drugim namenom.
Trdnjava in njen dvojček, Skansen Kronan, sta bila zgrajena za zaščito mesta Göteborg pred morebitnim danskim napadom in sta imela tako podoben namen kot morska utrdba Nya Elfsborg, ki je bila zgrajena približno v istem času.

## Grad Gullberg
Skansen Lejonet je bil zgrajen na mestu starejšega srednjeveškega gradu, znanega kot Gullbergs hus (dobesedno 'Gullbergova hiša'). Po Erikovi kroniki ga je leta 1285 zgradil kralj Birger. Očitno je do leta 1455 propadel, saj ga je moral tistega leta obnoviti Tord Karlsson Bonde, le da so ga leta 1523 med švedsko osvobodilno vojno uničili Danci; ponovno so ga zgradili zgodnji kralji Vasa, le da so ga julija 1612 med kalmarsko vojno še enkrat uničili Danci.

## Zgodovina
Mesto Göteborg je bilo ustanovljeno leta 1621. Novo naselje je bilo opremljeno z impresivno mrežo utrdb, vendar so bili vojaški inženirji zaskrbljeni zaradi dejstva, da sta nad mestom visela dva hriba, Gullberg in Risåsberg, zato so se odločili, da na obeh vrhovih zgradijo utrdbe, da bi preprečili morebitnim napadalcem, da bi tam namestili topništvo. Utrdbi je zasnoval Erik Dahlbergh, pri čemer se je tista na Risåsbergu imenovala Skansen Kronan, tista na Gullbergu pa Skansen Westgötha Leijon. Slednje ime, ki je namigovalo na dejstvo, da je lev simbol province Västergötland, je bilo v pogovornem govoru kmalu okrnjeno na Skansen Lejonet ali preprosto Lejonet ('Lev').
Takrat je bil Gullberg od mestnega obzidja ločen z obsežnim odprtim terenom, kar je jasno razvidno iz Dahlberghovih ilustracij Göteborga, vključno s takrat dokončanim Skansen Lejonet, iz njegovega znamenitega dela Suecia antiqua et hodierna (1690–1710). Ko se je mesto širilo, je Gullberg obdajalo urbano širjenje in danes je Skansen Lejonet sredi ranžirnih postaj pred glavno postajo v Göteborgu. Kljub temu je trdnjava še vedno dostopna peš.
Gradnja Skansen Lejonet se je začela maja 1687. 10. septembra 1689 je gradbišče obiskal kralj Karel XI. Švedski v spremstvu številnih drugih dostojanstvenikov. Po kasnejših poročilih Dahlbergha in drugih prič o tem dogodku sta se kralj in njegovo spremstvo povzpela na streho napol dokončane trdnjave in nazdravili z žganjem. Prisoten je bil tudi sedemletni prestolonaslednik Karel, bodoči kralj Karel XII. Švedski, ki je narisal sliko Skansen Lejonet, ki je še vedno ohranjena.
Trdnjava je bila dokončana do leta 1692, ko je bil nanesen končni dotik v obliki levjega okraska, ki ga je oblikoval kipar Marcus Jäger starejši. Lev je bil upodobljen z pozlačeno krono, vihtečim mečem in ščitom s švedskim emblemom treh kron, ki je posnemal leva na grbu Göteborga. V naslednjih dveh stoletjih je bil prvotni okras iz neznanih razlogov odstranjen in nato izgubljen. Vendar pa je bilo po požaru leta 1891 odločeno, da bo po sanaciji škode izdelan nov lev, ki bo znova krasil stolp. Arhitekt Eugen Thorburn je zasnoval nadomestni okras, ki je visok štiri metre in izdelan iz bakra. Novi lev je bil postavljen na vrh Skansen Lejonet 6. oktobra 1893.
Skansen Lejonet se trenutno uporablja kot prizorišče za poročne bankete, konference in zasebne zabave; stavba je v lasti bratovščine Götiska Förbundet, ki je ne smemo zamenjevati z istoimenskim literarnim društvom, ki je delovalo v začetku 19. stoletja.